# Ковале (Опольское воеводство)
Кова́ле (пол. Kowale) — село в Польше в гмине Прашка Олесненского повета Опольского воеводства.

## География
Село находится в 5 км. от административного центра гмины города Прашка, 24 км. от административного центра повета города Олесно и 61 км. от центра воеводства Ополе. Село располагается возле дороги № 45.

## История
В 1975—1998 годах село входило в Ченстоховское воеводство.

## Достопримечательности
- Церковь святых Феликса и Аудакта, датируемая XIX веком – памятник культуры Опольского воеводства[2].